# Râul Trestenic
Râul Trestenic este un curs de apă, afluent al Râul Taița.  